# Đuôi lửa mày đỏ
Đuôi lửa mày đỏ (danh pháp hai phần: Neochmia temporalis) là một loài chim lá thuộc họ Chim di. Loài này sống ở các bờ biển phía đông của Úc. Loài này cũng đã được du nhập đến Polynesia thuộc Pháp để sinh sản. Nó thường được tìm thấy trong rừng ôn đới và môi trường sống hoang mạc khô. Nó cũng có thể được tìm thấy trong rừng khô và các sinh cảnh rừng ngập mặn trong khu vực nhiệt đới.
Loài này được phân biệt bởi các sọc màu đỏ tươi sáng phía trên mắt, và đuôi có màu đỏ tươi. Phần còn lại của cơ thể là màu xám, với lông cánh ô liu và cổ áo. Con chim chưa thành niên không có dấu chân mày màu đỏ, và thiếu màu ô liu trên lông cổ và lông cánh. Con trưởng thành dài 11–12 cm.

## Hình ảnh

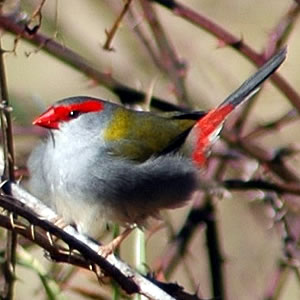
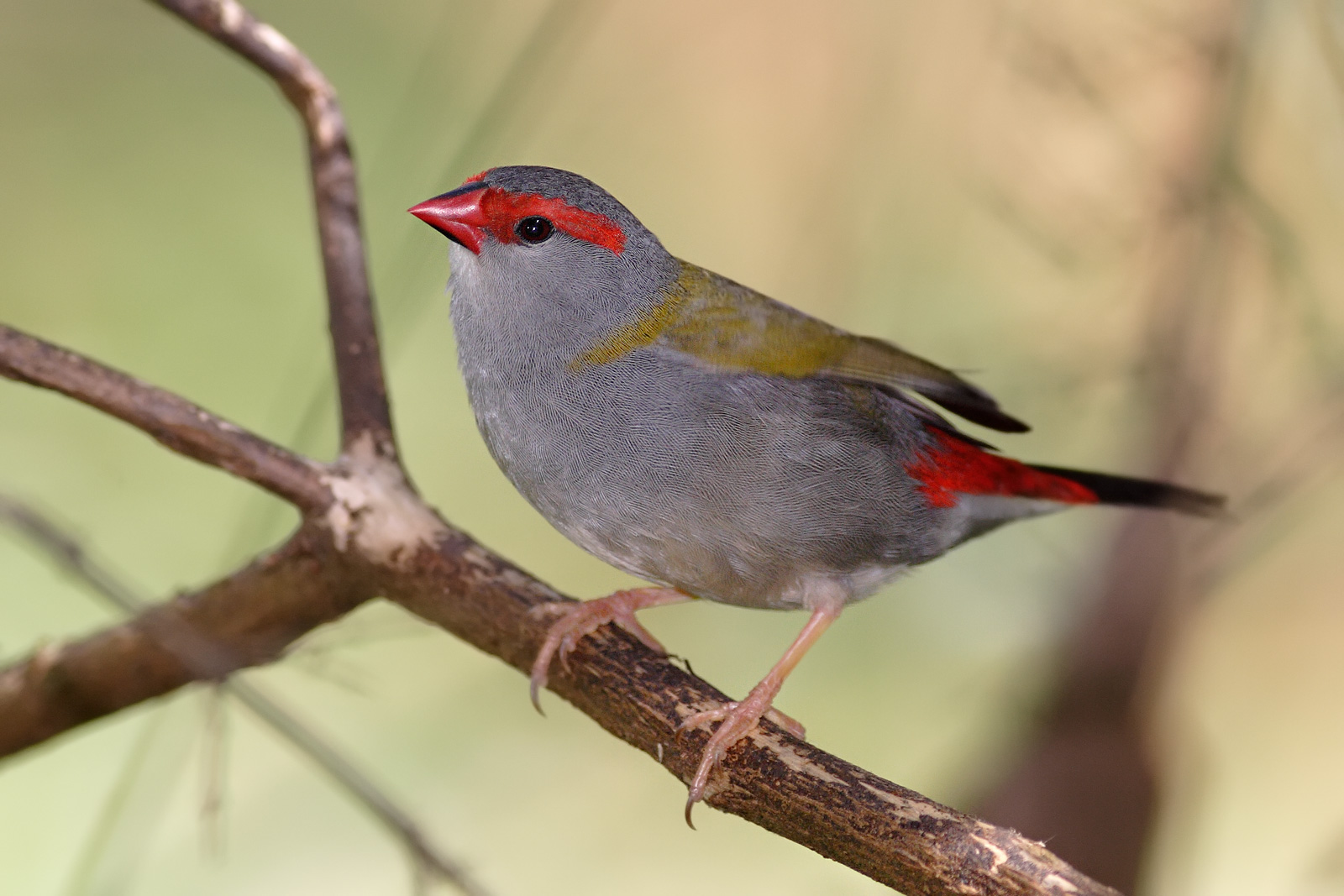
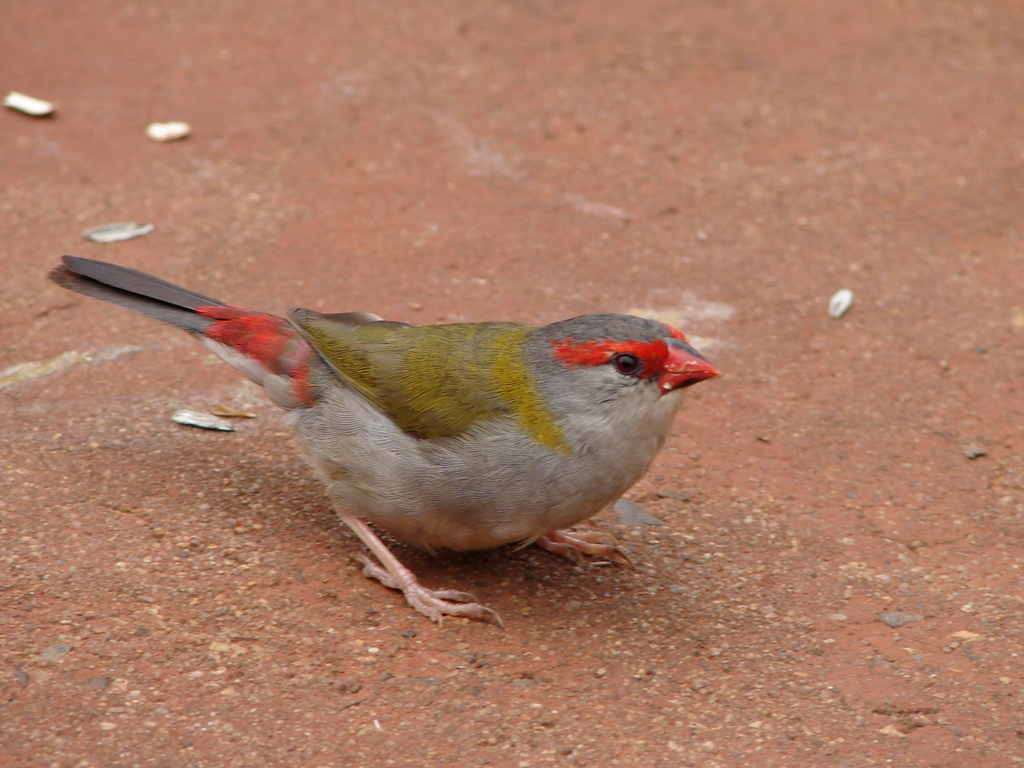
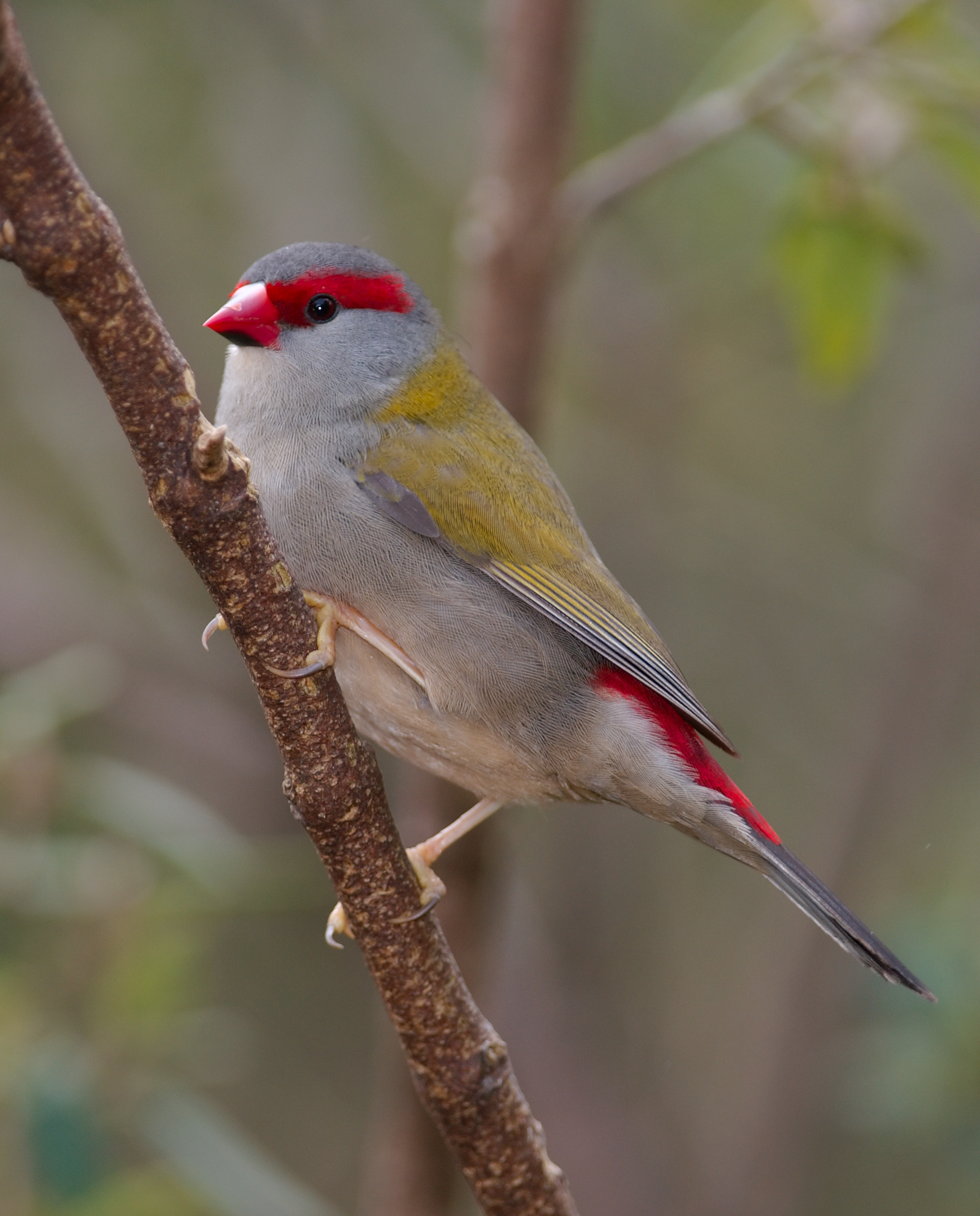
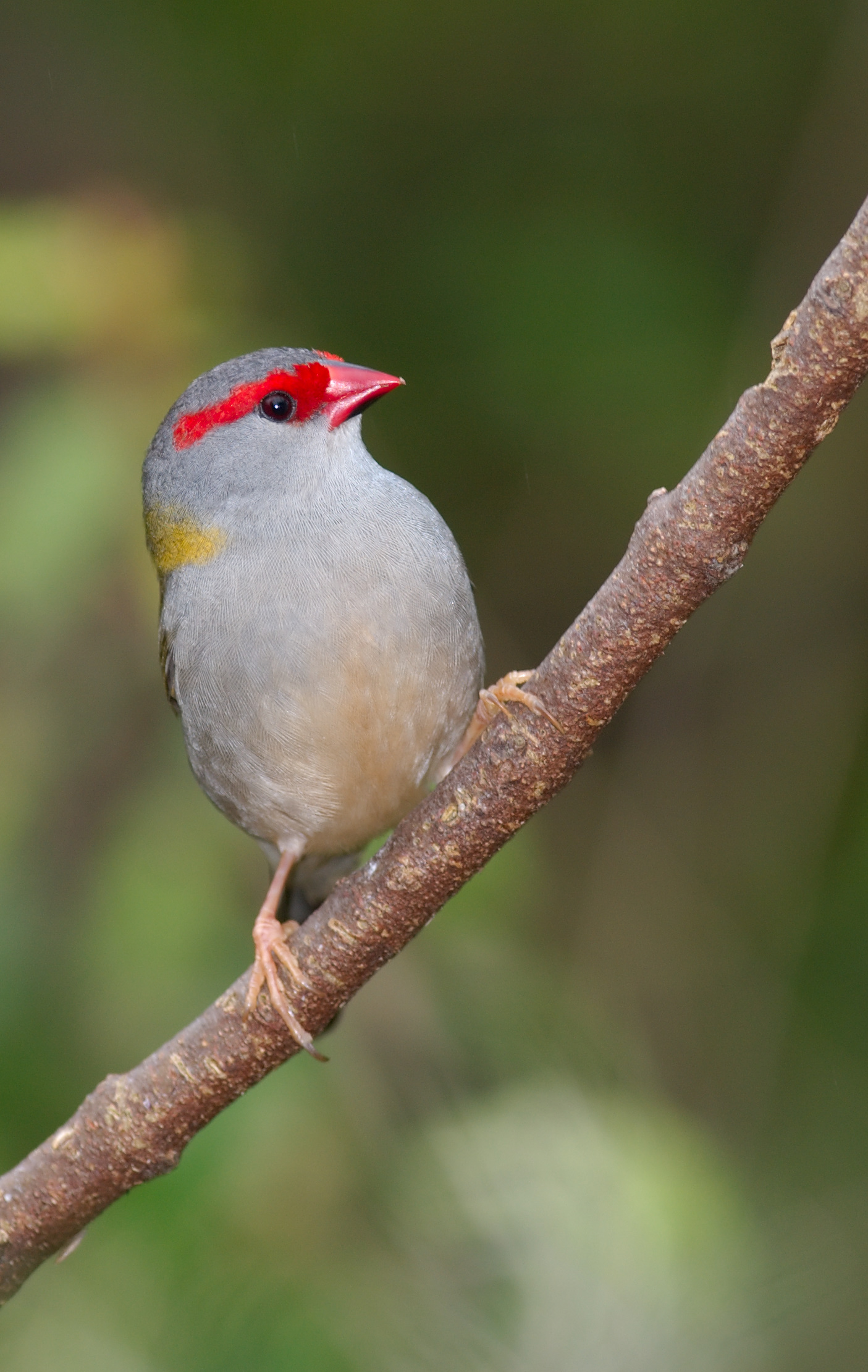
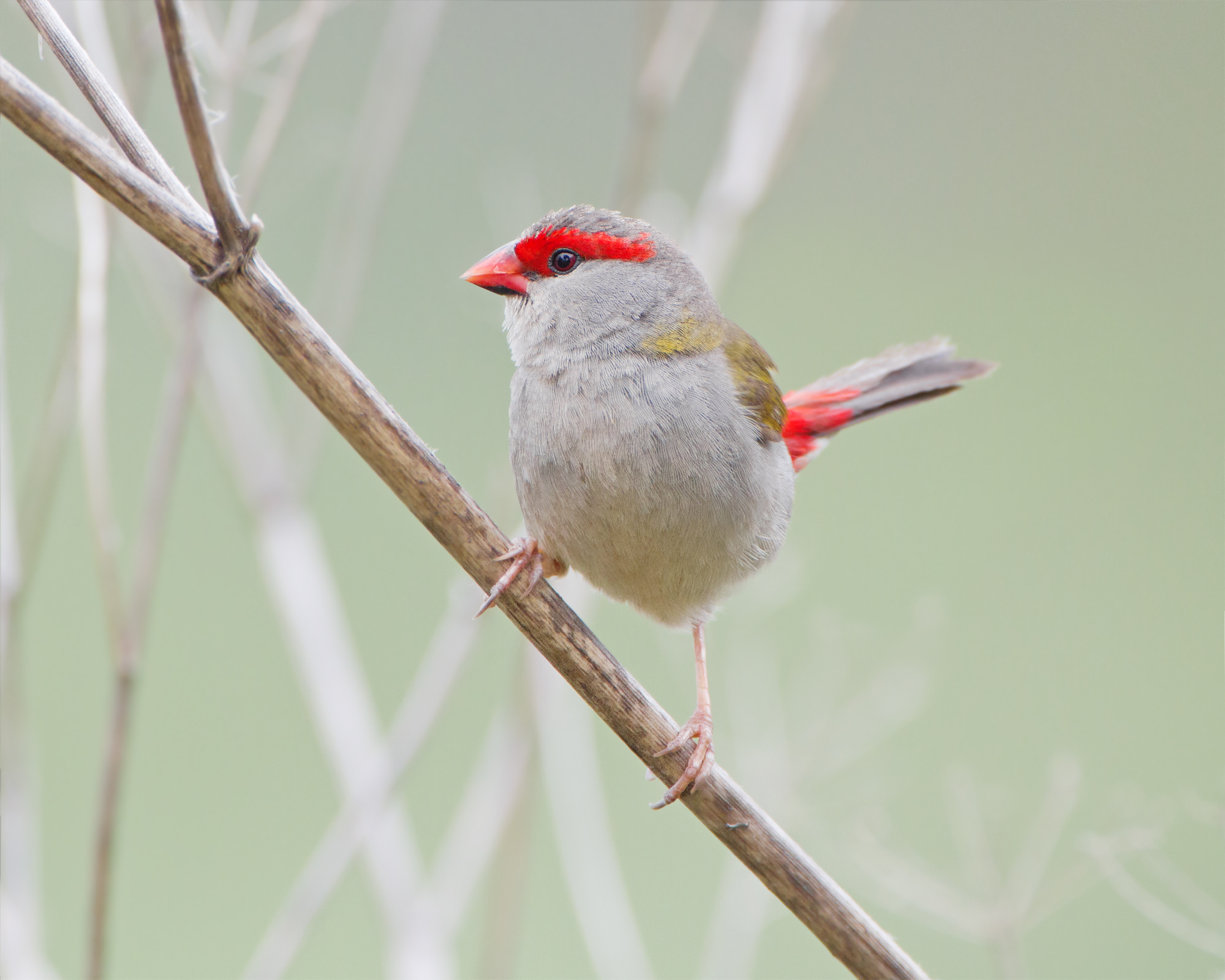